# László Csongrádi
László Csongrádi, född den 5 juli 1959 i Budapest, Ungern, är en ungersk fäktare som tog OS-guld i herrarnas lagtävling i sabel i samband med de olympiska fäktningstävlingarna 1988 i Seoul.